# Federação Santomense de Basquetebol
Die Federação Santomense de Basquetebol (FSBB) ist der nationale Dachverband für Basketball der afrikanischen Inselrepublik São Tomé und Príncipe. Sie hat ihren Sitz im Bairro Quinto de San Antonio in der Hauptstadt São Tomé.
Der Verband gründete sich nach der 1975 erklärten Unabhängigkeit des Landes von Portugal. 1983 wurde die FSBB vom Weltverband Fédération Internationale de Basketball (FIBA) aufgenommen.
Die FSBB ist Mitglied im Comité Olímpico de São Tomé e Príncipe, dem sãotomesischen Nationalen Olympischen Komitee.
Die Auswahlen der FSBB konnten sich bisher weder für Olympische Spiele noch für Weltmeisterschaften oder die Afrikameisterschaft qualifizieren (Stand 2015). An den Jogos da Lusofonia 2009, den 2009 in Lissabon stattgefundenen zweiten Spielen der portugiesischsprachigen Welt, konnte die FSBB-Auswahl nur auf Grund finanzieller und logistischer Hilfe von Stiftungen und politischen Institutionen aus São Tomé und Príncipe und Portugal teilnehmen. Ein Medaillengewinn gelang ihr dabei nicht.